# Barrett M107
Barrett M107 là loại súng bắn tỉa công phá bán tự động do công ty Barrett Firearms Manufacturing của Hoa Kỳ chế tạo. Đây là phiên bản chuẩn hóa từ súng Barrett M82 cho quân đội Hoa Kỳ.
Súng này còn được gọi với cái tên là Light Fifty (do nó dùng cỡ đạn .50 BMG 12,7x99mm NATO), khẩu súng này được phân thành ba biến thể: bản nguyên gốc M82A1 (và M82A3), phiên bản M82A2 theo kiểu bullpup, và phiên bản M107A1, được gắn với chụp bù giật đầu nòng (được thiết kế để gắn nòng giảm thanh và được làm bằng titan thay vì thép). M82A2 không còn được sản xuất nữa, mặc dù XM500 có thể được coi là sản phẩm kế nhiệm của nó.
Mặc dù được thiết kế là súng bắn tỉa công phá, nó cũng có thể được được triển khai như một vũ khí chống bộ binh.

## Tổng quan
Dự án XM107 ban đầu được quân đội Mỹ thiết kế dạng súng trường bắn tỉa lên đạn thủ công, dựa trên nguyên mẫu ban đầu là khẩu M95. Tuy nhiên sau nhiều thử nghiệm, quân đội Mỹ quyết định mình không cần một loại súng như vậy. Vào năm 2002, khẩu M82 nổi lên trong các thử nghiệm của quân đội và được chính thức điều chỉnh thành một dạng súng trường bắn tỉa cự ly dài, dùng đạn cỡ .50 với tên gọi M107. Các khẩu M107 dùng ống ngắm Leupold 4.5–14×50 Mark 4.
Barrett M107 là khẩu súng bắn tỉa bán tự động, được thiết kế vác vai, sử dụng đạn .50. Như những thế hệ trước, nó có cơ chế chống giật được thiết kế trên nòng súng, sẽ di chuyển ngược hướng giật dựa vào các lò xo lớn sau mỗi phát bắn. Ngoài ra, trọng lượng nặng và các bộ hãm đầu nóng lớn cũng góp phần triệt tiêu độ giật. Đã có nhiều chỉnh sửa được thay đổi trên nguyên mẫu M82A1 để tạo ra M107, với những tính năng mới như kéo dài khay lắp phụ kiện, ốp báng súng, và chân chống.

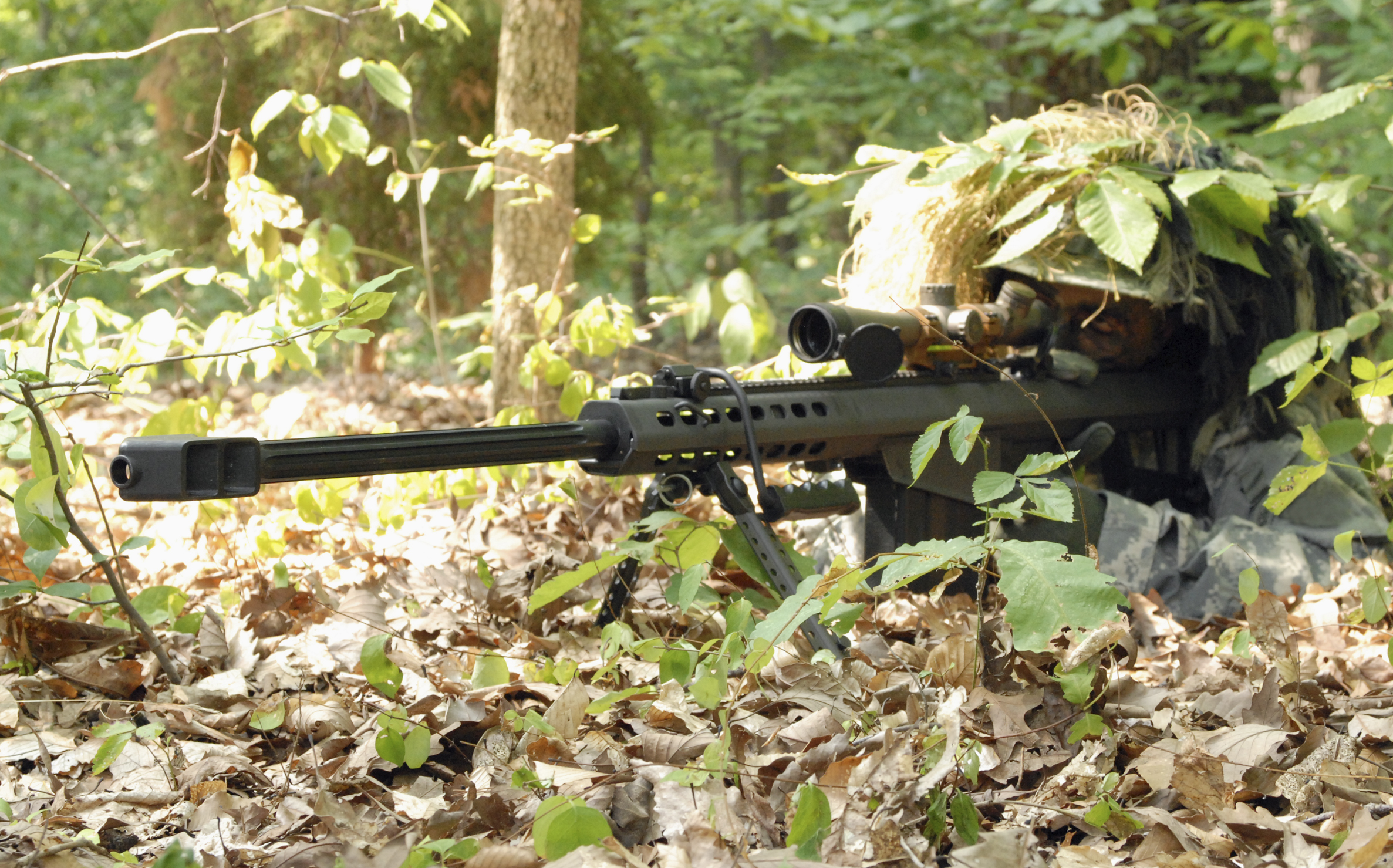
Lính bắn tỉa Mỹ sử dụng súng M107

Barrett M107 có nhiệm vụ chính là công phá các phương tiện cơ giới hay khí tài với cỡ đạn lớn trong tầm xa như máy bay đang đậu, trạm chỉ huy, trạm radar, trạm liện lạc, thiết giáp hạng nhẹ,... nói cách khác là tất cả những gì được bọc giáp nhẹ đều có thể bị bắn hỏng trong phạm vi 2.000 mét. Nó sử dụng hệ thống nạp đạn bằng độ giật chứ không phải bằng khí nén.
Độ chính xác của M107 vào khoảng 1,5 – 2 MOA, đủ để bắn trúng bộ binh một cách hiệu quả ở tầm bắn 1.000 - 1.500 mét
Khẩu Barrett M107 với nhiều cải tiến trong thiết kế và tính năng, được chọn là một trong mười phát minh quan trọng của quân đội Mỹ năm 2005.
Quân đội Mỹ có kế hoạch đưa ra chiến trường khẩu Mk22 MRAD để thay thế M107 từ năm 2021.

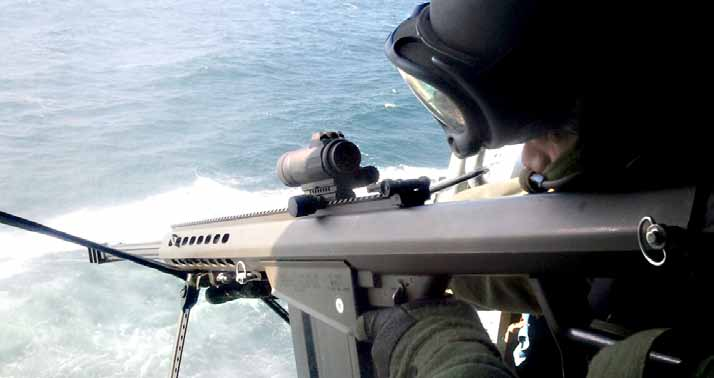
Xạ thủ của lực lượng Bảo vệ bờ biển Mỹ với khẩu M107